# Bart Gets an “F”
«Bart Gets an „F“» (с англ. — «Барт получает двойку») — первый эпизод второго сезона мультсериала «Симпсоны». Премьера эпизода состоялась 11 октября 1990 года в США на телеканале «Fox».

## Сюжет
Когда Барт представляет свой доклад про книгу «Остров сокровищ», всему классу становится ясно, что он не читал книгу. Миссис Крабаппл проверяет мальчика, требуя его назвать главного пирата в этой книге, чего он не может этого сделать, в результате чего она заявляет, что его оценки стали неуклонно ухудшаться с начала учебного года и что на следующий день будет тест по Колониальной Америке. Барт, однако, не придает значения миссис Крабаппл тому, о чём она ему говорит. Барт пытается начать подготовку к завтрашнему тесту, но он неоднократно её откладывает вплоть до поздней ночи, после чего засыпает над своими учебниками.
Проснувшись на следующее утро, Барт опасается провала, он обращается к Шерри и Терри за помощью во время поездки на школьном автобусе и они предлагают ему ложные ответы, надеясь, что он провалит тест. Мартин заявил Барту о тех ложных ответах, которые он узнал от Шерри и Терри, поэтому перед самым тестом Барт «чувствует себя плохо» и падает со стула на пол. Он идет к медсестре, которая потом диагностирует ему амонию флебита (потерю зрения) и она отправляет его домой. Дома Барт снова откладывает подготовку к тесту и просит Милхауса скатать ответы для завтрашнего теста. На следующий день, Барт проходит тест, но миссис Крабаппл после проверки заявляет ему, что это хуже, чем работа Милхауса. Гомер и Мардж беседуют с миссис Крабаппл и школьным психологом, который считает Барта неполноценным ребёнком и предлагает мальчику остаться на второй год в четвёртом классе, если он не справится. Барт категорически против этой идеи и заявляет, что он будет учиться лучше. Гомер заверяет ему, что возможно придется остаться на второй год в четвёртом классе в качестве предупреждения.
Когда Барт стал беспокоиться, что его могут оставить на второй год, он просит помочь в подготовке местного гения — Мартина Принса, а взамен научить его находить общий язык со сверстниками. Но Мартина так затягивает весёлая жизнь, что об обещании Барту он забывает. Он решает сделать всё самостоятельно. Так и не успев толком прочесть учебник, Барт просит Бога дать ему ещё один день на подготовку.
Утром свершилось чудо: в Спрингфилде выпал первый снег, веселится весь город. Барту тоже хочется поиграть вместе с друзьями, но Лиза напоминает ему о молитве. Барт через силу заставляет себя учиться, в конце концов, засыпает за книгой.
Наступил день теста. Барт сдаёт контрольную миссис Крабаппл последним, и просит её сразу же проверить его работу. Результат — снова двойка (хоть и с плюсом). В слезах Барт говорит: «Теперь, я понимаю что чувствовал Джордж Вашингтон после поражения от французов!». Учительница поражена знаниями Барта и завышает ему оценку на балл. Барт счастлив, он целует мисс Краббапл и убегает из школы, но осознав, что поцеловал учительницу, начинает плеваться от отвращения.
«Успех» Барта был приклеен Гомером на холодильник, рядом с другими достижениями семьи Симпсонов. В конце серии Барт оригинально благодарит Бога за помощь.

## Культурные отсылки
- Барт пытается рассказать классу о романе «Остров сокровищ» Роберта Льюиса Стивенсона, а Мартин Принц рассказывает о повести Эрнеста Хемингуэя «Старик и море».
- Момент, когда жители Спрингфилда собираются в хоровод — отсылка к истории о Гринче, похитившем Рождество.